# Boudewijn I van Utrecht
Boudewijn I van Utrecht (gestorven 10 mei 995) was bisschop van Utrecht van 990 tot 995.
Boudewijn was afkomstig uit de omgeving van Bamberg. Van zijn bestuur als bisschop is zo goed als niets bekend. Hij werd begraven in de Dom van Utrecht.